# 2092.
◄ | 20. stoljeće | 21. stoljeće | 22. stoljeće | ►
◄ | 2060-ih | 2070-ih | 2080-ih | 2090-ih | 2100-ih | 2110-ih | 2120-ih | ►
◄◄ | ◄ | 2089. | 2090. | 2091. | 2092. | 2093. | 2094. | 2095. | ► | ►►
Astronomija

## Događaji
- Najraniji predviđeni rok kad bi trebali biti gotovi radovi na čišćenju mjesta Oldburyjske atomske elektrane kod Thornburyja koja je zatvorena 29. veljače 2012. godine. Najkasniji rok za završetak čišćenja je 2101. godina.